# Brachysola coerulea
Brachysola coerulea là một loài thực vật có hoa trong họ Hoa môi. Loài này được (F.Muell. & Tate) Rye mô tả khoa học đầu tiên năm 2000.